# دهستان مشگین شرقی
دهستان مشگین شرقی به مرکزیت روستای بیجق نام دهستانی در بخش مرکزی شهرستان مشگین‌شهر، به مرکزیت روستای بیجق استان اردبیل در ایران است. براساس سرشماری مرکز آمار ایران در سال ۱۳۸۵، جمعیت آن ۹۱۱ نفر (۲۲۷ خانوار) بوده‌است.